# Coloracris striata
Coloracris striata är en insektsart som beskrevs av Willemse, C. 1939. Coloracris striata ingår i släktet Coloracris och familjen gräshoppor. Inga underarter finns listade i Catalogue of Life.